# Otto Hölder
Otto Ludwig Hölder (Stoccarda, 22 dicembre 1859 – Lipsia, 29 agosto 1937) è stato un matematico tedesco.
Contribuì, in particolare, alla teoria dei gruppi e all'analisi matematica.

## Istruzione
Hölder studiò ingegneria al Polytechnikum di Stoccarda per un anno, quindi, nel 1877, si trasferì all'università di Berlino. A Berlino fu studente di Leopold Kronecker, Karl Weierstraß e Ernst Kummer. Nel 1882 prese il dottorato all'Università di Tubinga con una tesi dal titolo Beiträge zur Potentialtheorie (ossia contributi a una teoria potenziale). Lavorò all'università di Lipsia dal 1899 fino alla pensione.

## Contributi
Otto Hölder lavorò sulla convergenza delle serie di Fourier e nel 1884 enunciò la disuguaglianza che porta il suo nome.
Il teorema di Jordan-Hölder stabilisce che, per ogni gruppo, tutte le serie di composizione sono equivalenti.
Il teorema di Hölder implica che la funzione Gamma non soddisfi alcuna equazione differenziale algebrica.
La condizione di Hölder è usata, ad esempio, nella teoria delle equazioni alle derivate parziali e degli spazi di funzioni.
Hölder classificò, inoltre, i gruppi semplici di ordine minore o uguale a 200 e dimostrò che ogni gruppo linearmente ordinato che soddisfi la proprietà archimedea è isomorfo a un sottogruppo del gruppo additivo dei numeri reali.